# José Mariano Mociño
José Mariano Mociño y Losada auch Mosińo, Moziño und Lozada (* 24. September 1757 in Temascaltepec, Mexiko; † 19. Mai 1820 in Barcelona, Spanien) war ein spanisch-mexikanischer Arzt und Botaniker. Sein botanisches Autorenkürzel ist Moc.

## Leben
José Mariano Mociño studierte am Seminario Tridentino de México Experimentalphysik, Mathematik, Botanik und Chemie.
Ab 1791 begleitete er Martín Sessé y Lacasta und José Longinos Martínez auf der großen botanischen Expedition durch Neuspanien, die zum ersten Mal die Flora der Kolonie erfassen und sammeln sollte. Nach einer ersten Runde in Zentralmexiko fuhr Mociño die Pazifikküste entlang nach Norden und gelangte 1792 bis zum Nootka Sound im heutigen Kanada. Anschließend erforschte er die Natur Guatemalas von 1795 bis 1799.
1803 kehrte Sessé nach Spanien zurück, zur gleichen Zeit fuhr auch Mociño nach Europa; im Gepäck hatten sie umfangreiche Pflanzenproben, Zeichnungen und Aufzeichnungen. Als Sessé 1808 schwer erkrankte, war Mociño bis zu seinem Tode bei ihm.
Er arbeitete in Madrid an der Veröffentlichung der Expeditionsergebnisse und wurde vorübergehend Direktor der naturhistorischen Sammlung in Madrid. Zugleich praktizierte er als Arzt. Bei den Forschungsvorhaben der Academia de Medicina in Madrid zur Untersuchung des Gelbfiebers arbeitete er mit.
Während des Befreiungskrieges der Spanier gegen Joseph Bonaparte warf man ihm eine pro-französische Einstellung vor. 1812 ging er darum ins Exil nach Montpellier, wo er die Bekanntschaft des Schweizer Botanikers Augustin-Pyrame de Candolle machte, dem er einen großen Teil seiner Aufzeichnungen und Proben anvertraute. Er folgte Candolle 1816 nach Genf und kehrte 1819 nach Spanien zurück, wo er 1820 in Barcelona starb.
Die Forschungsergebnisse der großen botanischen Expedition wurden erst Ende des 19. Jahrhunderts veröffentlicht.

## Ehrungen
Nach Mocino benannt sind die Pflanzengattungen Mocinna Cerv. ex La Llave aus der Familie der Melonenbaumgewächse (Caricaceae) und Mocinnodaphne Lorea-Hern. aus der Familie der Lorbeergewächse (Lauraceae).